# Ports du traité

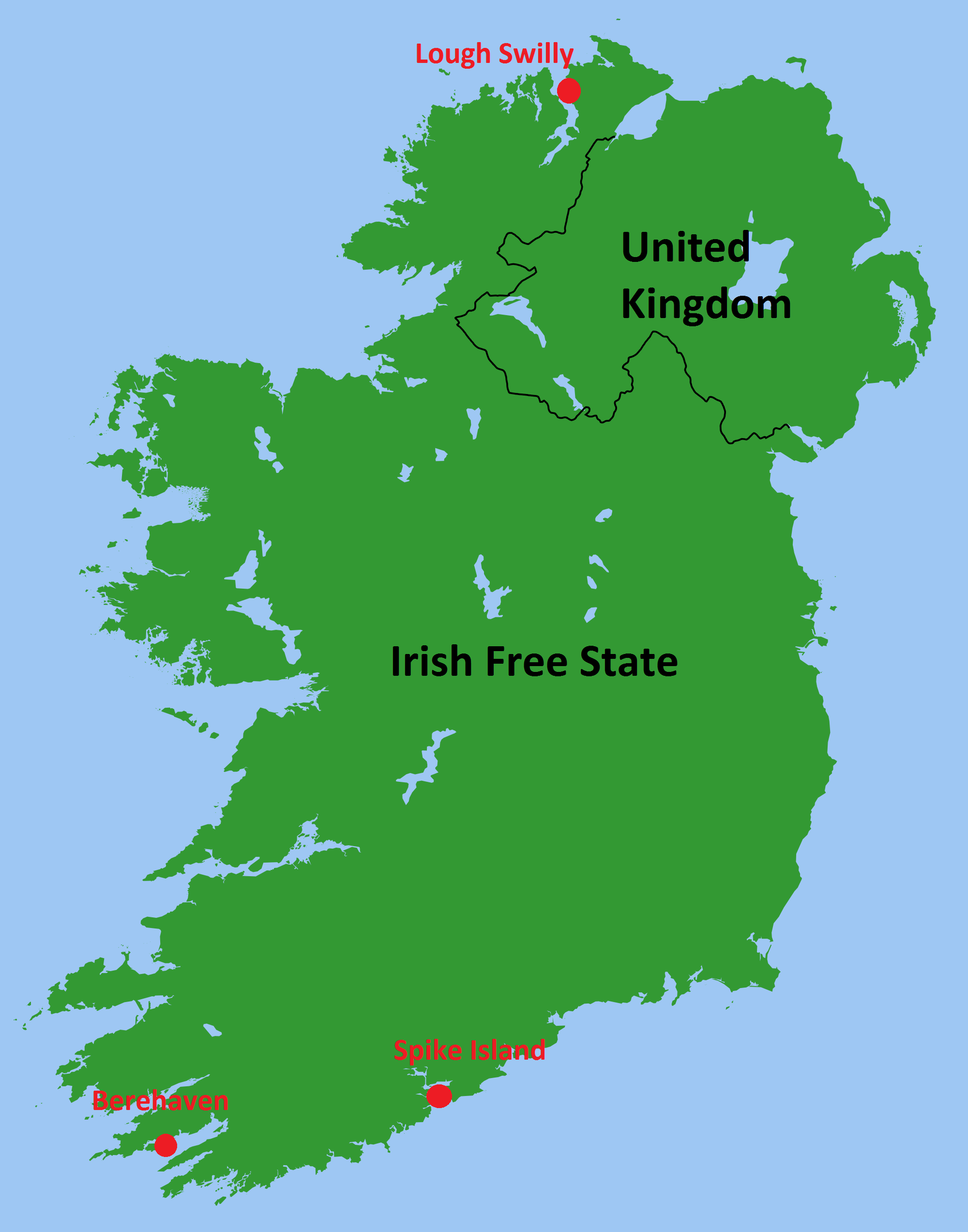
Localisation des ports du traité dans l'État libre d'Irlande (1922-1938).

Les ports du traité (en anglais Treaty Ports, en gaélique Calafoirt an Chonartha) étaient les trois ports en eaux profondes de Berehaven, Queenstown (aujourd'hui Cobh) et Lough Swilly, retenus par le Royaume-Uni en république d'Irlande conformément au Traité anglo-irlandais du 6 décembre 1921.
La principale raison de la rétention des ports était la récente campagne sous-marine au large des côtes irlandaises pendant la Première Guerre mondiale, et l'inquiétude du gouvernement britannique quant à une possible nouvelle occurrence de cette situation. Dans le cadre de l'accord anglo-irlandais global, il était prévu que, les trois ports du traité exceptés, le reste du personnel et de l'équipement de la Royal Navy, de l'armée britannique et de la Royal Air Force (RAF) évacueraient la république d'Irlande.
Dans le cadre de la résolution du différend commercial anglo-irlandais dans les années 1930, les ports ont été restitués à la république d'Irlande en 1938 :
- Spike Island le 11 juillet ;
- Berehaven le 29 septembre ;
- et Lough Swilly le 3 octobre 1938.